# Lonely Go!
「Lonely Go!」（ロンリー・ゴー）は、日本のロックバンド・Brian the Sunのメジャー4枚目のシングル。2019年1月9日にEpic Records Japanから発売された。

## 概要
前作「カフネ」から約1年2ヶ月ぶりのシングル。
表題曲「Lonely Go!」はテレビ東京系アニメ『BORUTO-ボルト- NARUTO NEXT GENERATIONS』オープニングテーマとなっている。2018年10月28日には配信限定シングルとして同曲のアニメver.をリリースした。
初回生産限定盤DVDには2017年10月9日にマイナビBLITZ赤坂で結成10周年を記念に開催した初の主催フェス「ブライアンフェス」から5曲が収録されている。

## 収録曲

### CD（通常盤・初回生産限定盤）
1. Lonely Go! [3:58] 
  - テレビ東京系アニメ『BORUTO-ボルト- NARUTO NEXT GENERATIONS』オープニングテーマ
2. Good-by My Old Self [3:39]
3. Lonely Go! (Instrumental) [3:57]

### CD（期間生産限定盤）
1. Lonely Go! [3:58]
2. Good-by My Old Self [3:39]
3. Lonely Go! (アニメver.) [1:34]
4. Lonely Go! (Instrumental) [3:57]

### DVD（初回生産限定盤のみ）
1. Sister
2. パトスとエートス
3. HEROES
4. カフネ
5. the Sun

## Lonely Go!(アニメver.)

### 収録曲
1. Lonely Go!(アニメver.) [1:31]
  - テレビ東京系アニメ『BORUTO-ボルト- NARUTO NEXT GENERATIONS』オープニングテーマ